# Fred Penner
Frederick Penner, conosciuto principalmente come Fred Penner (Winnipeg, 6 novembre 1946), è un cantante, conduttore televisivo e intrattenitore per bambini canadese.
La sua carriera iniziò nel 1977 quando insieme alla moglie, la coreografa Odette Heyn, avviò una compagnia teatrale per bambini. Dal 1979 iniziò a pubblicare album musicali, contenenti brani destinati ai bambini. Il primo fu The Cat Came Back, contenente l'omonima canzone inglese del 1893 a cui Penner diede nuova popolarità.
Il suo programma televisivo, Fred Penner's Place, venne trasmesso ininterrottamente dalla Canadian Broadcasting Corporation (CBC) dal 1985 al 1997. Fu coprodotto dalla Nickelodeon nel 1989 e nel 1990.

## Discografia
- 1979 - The Cat Came Back
- 1981 - The Polka Dot Pony
- 1983 - Ebeneezer Sneezer[1]
- 1985 - A House for Me
- 1988 - Fred Penner's Place
- 1989 - Collections
- 1990 - The Season
- 1992 - Happy Feet
- 2001 - Moonlight Express
- 2008 - Where In The World